# Stadio Luigi Zaffanella
Stadio Luigi Zaffanella – wielofunkcyjny stadion znajdujący się w Viadanie we Włoszech służący przede wszystkim do rozgrywania meczów rugby union oraz piłki nożnej.

## Obiekt
Nazwany na cześć tragicznie zmarłego kapitana miejscowego zespołu, mieszczący 3,5 tysiąca osób stadion został oddany do użytku w 1972 r. Latem 2008 roku kosztem 2 mln euro pozyskanych od sponsorów (m.in. Monte dei Paschi di Siena) za jedną z bramek została dobudowana nowa trybuna na 1700 osób wraz z siedmioma lożami, szatniami dla zawodników i arbitrów, salami odnowy biologicznej, punktem medycznym i antydopingowym.
W 2010 roku w związku z dostosowywaniem do wymogów Pro12 stadion wraz z otaczającą infrastrukturą przeszedł gruntowną renowację. Pieniądze na ten cel wyłożyły Region Lombardia (4 mln euro), Prowincja Mantua (0,25 mln) oraz miasto Viadana (0,75 mln). Prace obejmowały rozbudowę dwóch wcześniej istniejących trybun, po czym pojemność stadionu zwiększyła się do 6000 widzów, a także powiększenie parkingu, budowę ścieżki rowerowej oraz nowych dróg dojazdowych do obiektu.

## Drużyny
Do 2010 i od 2012 roku był domowym stadionem zespołu MPS Viadana, mecze rozgrywała tam także stworzona na jej bazie drużyna Aironi.